# Нижній Жіпов
Нижній Жіпов (словац. Nižný Žipov) — село в окрузі Требішов Кошицького краю Словаччини. Площа села 17,07 км². Станом на 31 грудня 2016 року в селі проживав 1491 житель.

## Географія
Протікають річка Хлмец і Мочярний потік.

## Історія
Перші згадки про село датуються 1221 роком.

## Населення
| Рік:            | 1994. | 2004.    | 2014.    | 2024.   |
| --------------- | ----- | -------- | -------- | ------- |
| Кількість осіб: | 1193  | 1350     | 1503     | 1496    |
| Різниця:        |       | +13,16 % | +11,33 % | -0,46 % |

| Рік:            | 2023. | 2024.   |
| --------------- | ----- | ------- |
| Кількість осіб: | 1477  | 1496    |
| Різниця:        |       | +1,28 % |